# Synchiropus picturatus
Synchiropus picturatus (Peters, 1877) è un pesce d'acqua salata, appartenente alla famiglia Callionymidae.

## Distribuzione e habitat
Proviene dalle barriere coralline dell'oceano Pacifico e di parte dell'oceano Indiano, in particolare dal nord dell'Australia, Filippine e Indonesia. Nuota intorno ai 20 m di profondità in zone ricche di coralli, solitamente con fondali sabbiosi.

## Descrizione
Presenta un corpo di forma quasi cilindrica, abbastanza allungato; le pinne sono ampie e con il margine arrotondato. La lunghezza massima registrata è di 7 cm. Le due pinne dorsali non sono particolarmente alte e la prima è più lunga. Gli occhi sono grandi. La colorazione è prevalentemente verdastra, con diverse macchie dal bordo curvo composte da fasce concentriche di verde, arancione, blu e azzurro-verde.

## Biologia

### Comportamento
Nuota in piccoli gruppi.
È un animale sociale pacifico con gli altri pesci ma il maschio tende a difendere il territorio dagli altri maschi della propria specie in maniera molto violenta.

### Alimentazione
È carnivoro, e la sua dieta è composta da piccoli invertebrati marini.

### Riproduzione
È oviparo e la fecondazione è esterna. Non ci sono cure nei confronti delle uova.
L'accoppiamento avviene di notte, come in Synchiropus splendidus.

## Acquariofilia
Pesce adatto alla vita di barriera corallina. È consigliabile inserirlo in vasche da tempo avviate in cui la microfauna è ben sviluppata.
Riproduzione possibile in cattività.